# Bucătărie (încăpere)
O bucătărie este o cameră specială concepută pentru prepararea și stocarea mâncării. În mod obișnuit bucătăriile cuprind un aragaz pentru prepararea alimentelor, o chiuvetă pentru spălarea alimentelor și a vaselor, frigidere pentru depozitarea la rece a mâncării și spații de depozitat vesela. 
Camerele speciale de bucătărie existau încă din Antichitate, însă aparatele electrocasnice moderne au apărut in ultimele două secole, impulsionate de transformările în structura socială și de descoperirea modalităților de producere a curentului electric.